# Цонцешть
Цонцешть, Цонцешті (рум. Țonțești) — село у повіті Прахова в Румунії. Входить до складу комуни Телега.
Село розташоване на відстані 79 км на північ від Бухареста, 25 км на північний захід від Плоєшті, 61 км на південь від Брашова.

## Населення
За даними перепису населення 2002 року у селі проживали 12 осіб, усі — румуни. Усі жителі села рідною мовою назвали румунську.